# Severomoravský kraj
Severomoravský kraj byl vytvořen 11. dubna 1960 zákonem o územním členění státu. Kromě severní a severovýchodní části historické Moravy do území kraje patřilo i celé České Slezsko, přesto se vlivem úředního názvu celému území kraje zjednodušeně a chybně říkalo Severní Morava. Sídlem kraje byla Ostrava, patřily do něj i někdejší zemské metropole Olomouc a Opava. Severomoravský kraj zanikl 1. ledna 2021 nabytím účinnosti nového zákona o územně správním členění státu.

## Vymezení a charakter
Kraj byl vymezen územím okresů Bruntál, Frýdek-Místek, Jeseník, Karviná, Nový Jičín, Olomouc, Opava, Ostrava-město, Přerov, Šumperk, Vsetín. Okresy Bruntál, Frýdek-Místek, Karviná, Nový Jičín, Opava a Ostrava-město tvoří území samosprávného Moravskoslezského kraje, okresy Jeseník, Olomouc, Přerov a Šumperk (společně s okresem Prostějov, který územně patřil do Jihomoravského kraje) tvoří území samosprávného Olomouckého kraje. Okres Vsetín patří do samosprávného Zlínského kraje.
Kraj hraničil s Polskem a Slovenskem a s územními kraji Východočeským a Jihomoravským (za ČSSR ještě s krajem Stredoslovenským). Zahrnoval nejvýše položené partie Moravy (Hrubý Jeseník, Moravskoslezské Beskydy) i úrodné roviny (Hornomoravský úval, Opavská pahorkatina). Vodopisně byl rozdělen mezi povodí Moravy a Odry. Díky Ostravské pánvi bohaté na černé uhlí patřil kraj mezi průmyslové základny Československa („ocelové srdce republiky“). Po převratu a transformaci se stal naopak jedním ze strukturálně nejvíce postižených regionů, což se týkalo nejen Ostravska, ale i Olomoucka a dalších částí kraje.

## Vývoj
Původně byl Severomoravský kraj i správní jednotkou, která měla také vlastní volený orgán – krajský národní výbor. V roce 1990 byly krajské národní výbory zrušeny a jejich kompetence přešly na stát a okresní úřady. Ústavním zákonem č. 347/1997 Sb., o vytvoření vyšších územně samosprávných celků, a zákonem č. 129/2000 Sb., o krajích, vznikly samosprávné kraje, na které přešly kompetence z rušených okresních úřadů a ze státní úrovně. Na území Severomoravského kraje vznikl Moravskoslezský kraj, většina Olomouckého kraje a část Zlínského kraje. Severomoravský kraj zůstal až do svého zrušení (2021) jen jednotkou územního členění, samosprávu za něj (v odlišných územních celcích) vykonávaly nové samosprávné kraje (od roku 2000).
Poštovní směrovací čísla (PSČ) míst na území Severomoravského kraje začínají číslicí 7; číslem 7 ale začínají i PSČ okresů Zlín (dříve Gottwaldov), Kroměříž a Prostějov, které byly územně součástí Jihomoravského kraje (Zlín – 760 01, Kroměříž – 767 01, Prostějov – 796 01). Čísla dopravních závodů ČSAD v Severomoravském kraji začínala rovněž číslicí 7.